# Ficus pantoniana
Ficus pantoniana är en mullbärsväxtart som beskrevs av George King. Ficus pantoniana ingår i släktet fikonsläktet, och familjen mullbärsväxter. Inga underarter finns listade i Catalogue of Life.